# Angry Birds Seasons
Angry Birds Seasons (Tên cũ: Angry Birds Halloween) là trò chơi thứ hai của Angry Birds.

## Giới thiệu và cách chơi

### Cốt truyện
Những chú chim Angry Birds đang tham gia các lễ hội trên toàn thế giới, thì những chú lợn lại phá phách và làm cho chú chim phải bực mình. Giờ là lúc chúng phải tấn công lũ lợn, và chúng rất cần sự giúp đỡ của bạn

### Cách chơi
Chơi như Angry Birds thông thường

## Các mùa chơi

### Season 2010
| # | Tập             | Giới thiệu                                               | Số màn chơi                         | Chú thích                       | Tính năng đặc biệt                          |
| - | --------------- | -------------------------------------------------------- | ----------------------------------- | ------------------------------- | ------------------------------------------- |
| 1 | Trick or Treat  | Đây là ván đầu tiên. Tiền thân của Angry Birds Halloween | 45 ván và 1 Golden Egg Hunt         | This is not Angry Birds Seasons | Bí ngô, đèn lồng                            |
| 2 | Season Greeding | Từ ván thứ 2, đây là nơi xuất hiện Angry Birds Seasons   | 25 ván tự chọn và 1 Golden Egg Hunt | December 2012                   | Hộp quà Giáng Sinh, chuông, vòng nguyệt quế |

### Season 2011
| # | Tập                 | Giới thiệu                                        | Số màn chơi                                                                                       | Chú thích                                                         | Tính năng đặc biệt                                      |
| - | ------------------- | ------------------------------------------------- | ------------------------------------------------------------------------------------------------- | ----------------------------------------------------------------- | ------------------------------------------------------- |
| 1 | Hogs and Kisses     | Kỷ niệm ngày Valentine                            | 15 ván, 3 ván có kết nối Facebook và Golden Egg Hunt                                              | Đã có trên Angry Birds Chrome                                     | Trái tim bên trong hộp trái tim, lợn thần tình yêu      |
| 2 | Go Green, Get Lucky | Kỷ niệm ngày mất của vị thánh Patricks - 16/3     | 15 ván, 3 ván có kết nối Facebook và Golden Egg Hunt                                              |                                                                   | Cỏ, trứng phục sinh                                     |
| 3 | Easter Eggs         | Tháng 4                                           | 15 ván, 3 ván của Twitter và 10 Easter(Golden) Eggs Hunt                                          |                                                                   | Easter Eggs Hunt                                        |
| 4 | Summer Pignic       | Một mùa hè mới lại bắt đầu. Bắt tay vào thôi nào! | 25 ván tự chọn, 3 ván của Zing Star có kết nối Facebook và Golden Eggs Hunt miễn phí              | Bàn 17 lấy bối cảnh trên mặt trăng                                | New birds: Hal                                          |
| 5 | Moon Festival       | Kỷ niệm Trung Thu ÂM LỊCH                         | 30 ván, 3 ván của ZSTAR có kết nối Facebook và 8 miếng bánh nướng ẩn tạo thành Golden Mooncake 8p | Trước đây có tên là Mooncake Festival. Giờ nó vẫn giữ trên máy PC | 8 miếng bánh nướng ẩn, đèn lồng trung thu và tượng      |
| 6 | Ham'O'Ween          | Happy Halloween                                   | 30 ván                                                                                            | Mắt chữ A, mồm chữ O với Bubbles.                                 | Bí ngô nổ, xương người                                  |
| 7 | Wreck the Halls     | Một giáng sinh mới lại đến                        | 25 ván tự chọn                                                                                    | Giáng sinh bất ngờ bỗng dưng bị phá huỷ                           | Những món quà, bánh quy và ông già: Foreman Noel Piggy. |

### Season 2012
| # | Tập                | Giới thiệu                                                     | Ván                      | Chú thích                                                                                                  | Tính năng đặc biệt                                                                                                  |
| - | ------------------ | -------------------------------------------------------------- | ------------------------ | --- | --- |
| 1 | Year of the Dragon | Chúc mừng năm mới                                              | 15 levels                | Năng lượng đầu tiên, chỉ có trong tập này: Mighty Dragon 2012(thay thế cho Mighty Eagle)                   | Pháo hoa chào năm mới                                                                                               |
| 2 | Cherry Blossom     | Mùa hoa anh đào Nhật Bản                                       | 15 ván                   | | Hoa anh đào |
| 3 | Piglantis          | Những nàng tiên cá xuất hiện trở lại                           | 30 ván                   | Ở biển đảo thần tiên, Đảo Piggy                                                                            | Nàng tiên cá: "Lợn vua"                                                                                             |
| 4 | Back to School     | Đã đến tháng 9 rồi. Không còn thời gian nghỉ ngơi giải trí đâu | 20 ván                   | Giới thiệu chú chim mới Stella                                                                             | Những quyển sách dành cho học trò                                                                                   |
| 1 | Haunted Hogs       | Một ngôi nhà ma                                                | 30 ván + 4 bonus         | chơi online                                                                                                | Giới thiệu Mighty Eagle và khối ma (cho phép chim và lợn đi xuyên qua nhưng các khối khác như đá, gỗ,... thì không) |
| 2 | Winter Wonderham   | Mùa đông lạnh giá                                              | 25 ván tự chọn + 4 bonus | Giới thiệu: Levels duy nhất ở Thành phố Urban và Bonus: Angry Birds Friends Special: UltrabookTM Adventure | Giới thiệu Power-Ups                                                                                                |

### Season 2013
| # | Tên levels          | Giới thiệu        | ván              | Ghi chú             | Tính năng đặc biệt |
| - | ------------------- | ----------------- | ---------------- | ------------------- | ------------------ |
| 1 | Abra-Ca-Bacon       | Một xiếc          | 30 ván + 4 bonus | Cánh cổng di chuyển |                    |
| 2 | Arctic Eggspedition | Mùa đông lạnh giá | 25 ván + 2 bonus | chơi online         |                    |

### Season 2014
| # | Tên levels     | Giới thiệu                                                               | Ván              | Ghi chú | Tính năng đặc biệt                                |
| - | -------------- | ------------------------------------------------------------------------ | ---------------- | --- | ------------------------------------------------- |
| 1 | South Hamerica | văn hóa Inca                                                             | 24 ván + 3 bonus | Những chú chim đến Nam Mỹ | Giới thiệu The Pigs Days                          |
| 2 | The Pigs Days  | Giới thiệu những levels tương ứng với mỗi ngày lễ trọng đại của thế giới | 61 ván           | Ván đầu tiên kỉ niệm ngày Apollo | Giới thiệu trái phiếu vật nổ                      |
| 3 | Ham Dunk       | trò chơi bóng rổ                                                         | 30 ván + 4 bonus | Giới thiệu Hiệp hội Bóng rổ Quốc gia. 22 levels mới (bao gồm:All-Star và The FInals) bị chuyển sang seasons 2015 (nhưng theme hoàn toàn giống Ham Dunk 2014) với lý do 22 levels đó phát hành vào 2015 (cũng chưa có lý do cụ thể). Sau đó, được hợp nhất vào episode này | Giới thiệu Mighty Spalding Ball và Shockwave Bomb |
| 4 | On Finn Ice    | Câu chuyện về chuyến thăm Tony của Terence tại thủ đô ở Phần Lan         | 25 ván           | Giáng Sinh | Giới thiệu nhân vật Tony                          |

### Seasons 2015
| # | Tên levels                    | Giới thiệu       | Ván    | Ghi chú                                                            | Tính năng đặc biệt                                                                                            |
| - | ----------------------------- | ---------------- | ------ | ------------------------------------------------------------------ | --- |
| 1 | Ham Dunk: All-Star            | trò chơi bóng rổ | 30 ván | NBA vô địch. Đã hợp nhất với Ham Dunk 2014 từ v5.2.0               | |
| 2 | Tropigal Paradise             | Bãi biển         | 26 ván | Những chú chim đến Hawaii                                          | Núi lửa |
| 3 | Ham Dunk: The Final           | trò chơi bóng rổ | 7 ván  | kết thúc giải vô địch NBA. Đã hợp nhất với Ham Dunk 2014 từ v5.2.0 | Đạt 21 stars để diệt lợn                                                                                      |
| 4 | Invasion of the Egg Snatchers | Halloween 2015   | 30     | 6 phần/ 5 levels                                                   | Bird Coins, Telebird, Quái vật lợn, Cỗ máy lợn, nhiệm vụ và đồ cải trang cùng với episode Power-Ups Test Site |
| 5 | Ski or Squeal                 | Giáng sinh 2015  | 25     | Advent Calendar                                                    | Chưa có |

### Seasons 2016
| # | Tên levels        | Giới thiệu                                | Ván                                        | Ghi chú                                                                                 | Tính năng đặc biệt                             |
| - | ----------------- | ----------------------------------------- | ------------------------------------------ | --------------------------------------------------------------------------------------- | ---------------------------------------------- |
| 1 | Fairy Hogmother   | Levels Valentine 2016                     | 19 + 2 bonus Mighty + 3 Golden Eggs        | Bao gồm mỗi levels tương ứng với mỗi câu chuyện Grim và phim hoạt hình Disney yêu thích | Đũa phép                                       |
| 2 | Marie Hamtoinette | Lấy cảm hứng từ nữ hoàng Marie Amtoinette | 17 levels + 1 bonus Mighty + 2 Golden eggs | Từ level 13 tới 17 phải tích đủ số sao yêu cầu để mở khóa                               | Bụi cỏ, tượng đá,                              |
| 3 | Summer Camp       | Mùa hè 2016                               | 19 levels + 2 bonus Mighty + 3 Golden eggs | Từ level 15 tới 19 phải tích đủ số sao yêu cầu để mở khóa                               | Túi ngủ, khối cao su, cây cối                  |
| 4 | Piggywood Studios | Hollywood Studio                          | 34 levels + 2 bonus Mighty + 6 Golden eggs | Từ level 13 tới 17 và từ 34 tới 38 phải tích đủ số sao yêu cầu để mở khóa               | Đạo cụ quay phim (máy quay, bối cảnh giả,....) |
| 5 | Hammier Things    | Halloween 2016                            | 23 levels + 1 bonus Mighty + 3 Golden eggs | Từ level 19 tới 23 phải tích đủ số sao yêu cầu để mở khóa                               |                                                |
| 6 | Ragnahog          | Truyền thuyết Ragnarok ở Bắc Âu           | 25 levels + 3 Golden eggs                  | Giáng Sinh 2016                                                                         | Mũ Viking, búa Mjölnir                         |

### Mua bán
Từ v5.2.0, khi Bird Coins được giới thiệu, một số levels từ Seasons 2014 nằm trong mục download bị khóa. Người dùng phải mua để download về máy và chơi

## Đồ hỗ trợ năng lượng
Từ phiên bản của mùa thứ 3, mọi người sẽ được chứng kiến những loại Power-Ups đặc biệt. Game gồm các loại Power-Ups sau

### Mighty Eagle
Mighty Eagle trong Angry Birds Seasons gồm ba loại:

#### Mighty Eagle Classic
Mighty Eagle Classic là loại Mighty Eagle của Angry Birds Classic. Giá bán: 0.99$

#### Mighty Dragon 2012
Đây là loại Mighty Eagle miễn phí. Loại Mighty Eagle thay thế của Angry Birds Seasons là Mighty Dragon 2012. Thay thế con đại bàng thành một chú rồng đặc biệt chào đón năm mới. Đây cũng được mệnh danh là Power-Ups đầu tiên của Angry Birds Seasons (do nó có ngay từ khi tập: Year of the Dragon ra đời). Power-Ups này chỉ có thể dùng cho tập Year of the Dragons (Season 2).
Nhược điểm: Những nhược điểm của Mighty Dragon 2012 giống như nhược điểm của Mighty Eagle.

#### Mighty Spalding Ball
Đây là loại trả tiền. Một quả bóng sẽ hiện lên và đập xuống sân bóng. Chỉ có trong episode: Ham Dunk và All-Star. Có thể mở khóa = cách mua 30 levels trả phí của Ham Dunk hoặc mua Mighty Eagle. Lưu ý là nếu mua 30 levels trả phí thì sẽ đồng thời mở khóa miễn phí Mighty Eagle

### Coins
Từ bản 5.2.0, game cập nhật hệ thống coins. Người chơi có thể mua power-ups bằng coins

### Một số Power-Ups chung của game

#### Power-Ups from Angry Birds Classic
1. Power Potion: Kích thích những chú chim tăng trưởng và đánh loại mọi vật cản. Phản tác với xi măng và gỗ.
2. Sling Scope: Ngắm mà đánh lợn con
3. Shockwave: Năng lượng biến chú Bomb thành Bomb điện. Bản StateFarm (chỉ có trên All-Star 2015) cho phép người dùng dùng miễn phí

#### Only on Angry Birds Seasons
Homing Birds: Đánh lợn qua rada
Telebird: Có từ bản 5.2.0, có khả năng di chuyển theo yêu cầu

#### Power-Ups from Angry Birds Rio
Alaka-Bam: Có từ phiên bản 3.3.0, bắt nguồn từ năng lượng TNT Drop của Angry Birds Rio. Sử dụng phép thuật và độ nổ mạnh nhất để giết những con lợn

### Power-Up Test Site
Đây là episode cho phép người dùng sử dụng power-ups không giới hạn (như ván Power-Ups Practice của Angry Birds Friends bản mobile) với 5 levels, có từ v5.2.0